# Albert Henry Payne
Albert Henry Payne (* 14. Dezember 1812 in London; † 7. Mai 1902 in Leipzig) war ein englischer Stahlstecher, Maler, Illustrator und Verleger.

## Leben

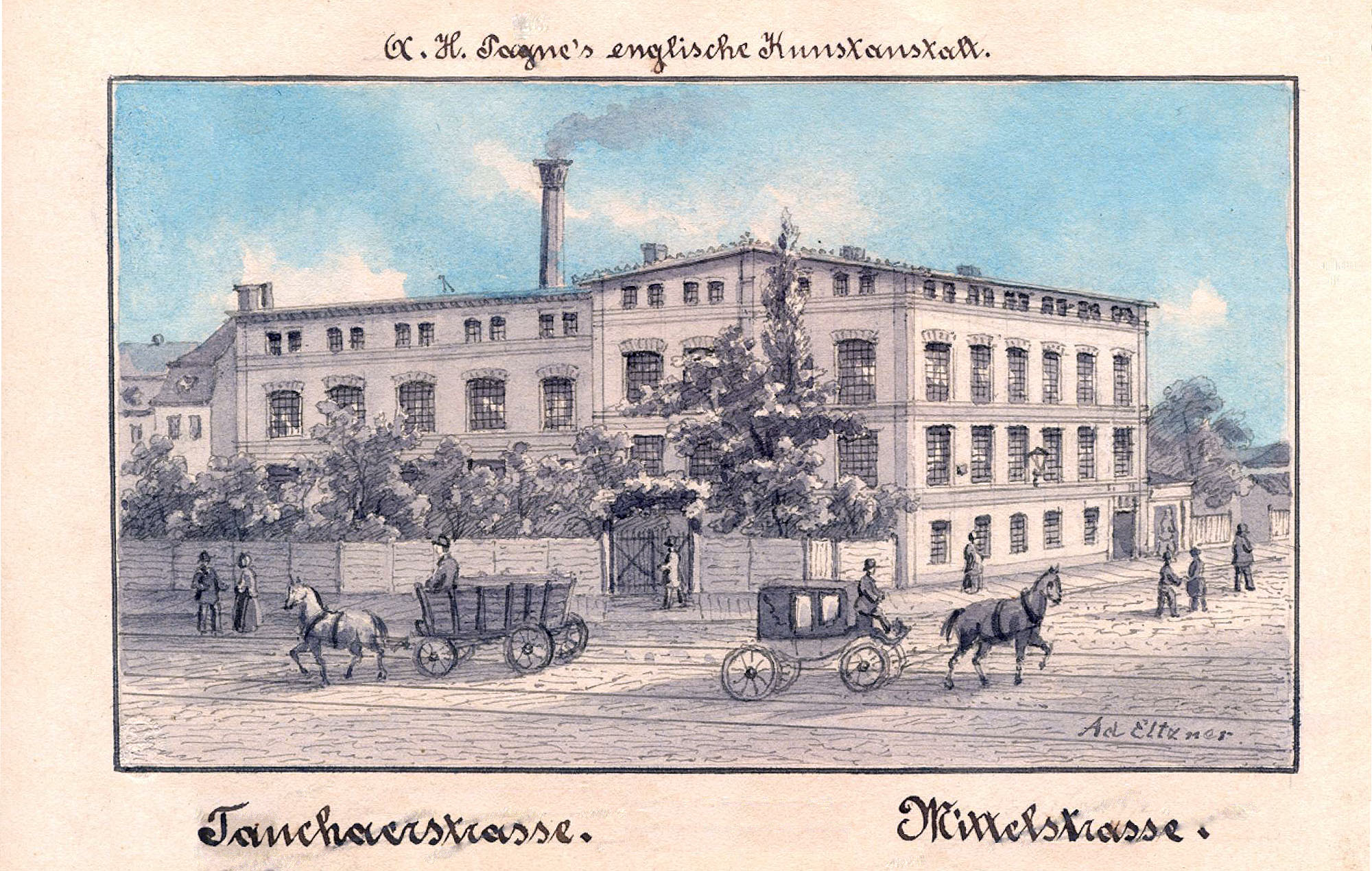
A. H. Paynes englische Kunstanstalt, Federzeichnung von Adolf Eltzner (um 1860)

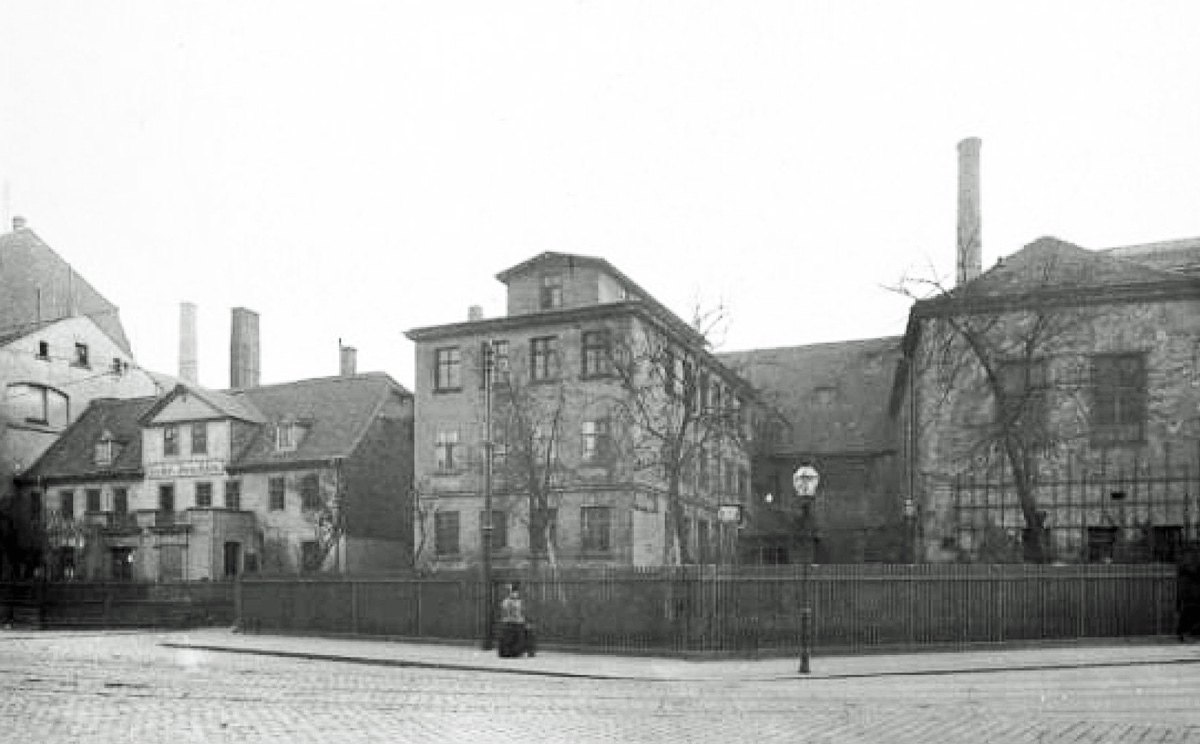
Die Paynesche Kunstanstalt um 1900, Mitte ehem. Gotisches Haus

Albert Henry Payne kam schon in jungen Jahren nach Deutschland. Ab 1839 war er als Stahlstecher, Maler und Illustrator in Leipzig tätig. Im Jahr 1845 gründete er mit E. T. Brain den Verlag Englische Kunstanstalt, den er 1846 allein übernahm. Es war eines der ersten Unternehmen des Druckgewerbes, das sich im Graphischen Viertel von Leipzig ansiedelte.
1861 kaufte Payne das vier bis fünf Hektar große Grundstück des Großen Kuchengartens und ließ darauf das sogenannte Gotische Haus errichten. Der neue Bau, später erweitert und umgebaut, wurde nun Sitz der Englischen Kunstanstalt, die später sein Sohn als Verlag fortführte. Der Payne-Verlag wurde erst 1952 aus dem Handelsregister gelöscht. Das alte Haus an der Ecke Tauchauer Straße / Mittelstraße (heute: Rosa-Luxemburg-Straße / Hans-Poeche-Straße) bestand bis Mitte der 1990er Jahre. Es musste einem Neubau weichen, der sich heute von der Hans-Poeche-Straße bis zum Friedrich-List-Platz erstreckt.
Der Verlag der Englischen Kunst-Anstalt A. H. Payne widmete sich der Stahl- und Kupferstecherei, publizierte illustrierte Familienjournale und -kalender sowie Musikalien. Die Reihe Payne’s kleine Partitur-Ausgabe wurde 1892 an den Eulenburg Musikverlag verkauft.

## Werke
Von Payne stammen eine Vogelschau von Bremen und zwei Stahlstiche von Bremen und Bremerhaven. Sie entstanden nach Zeichnungen des Hamburger Malers und Lithographen Johann Heinrich Sander (1810–1865) und wurden 1841 von Theodor von Kobbe (1798–1845) in seinem Buch Wanderungen an der Nord- und Ostsee aufgenommen. Außerdem fertigte er um 1840 zwanzig Stahlstiche von Leipzig an.

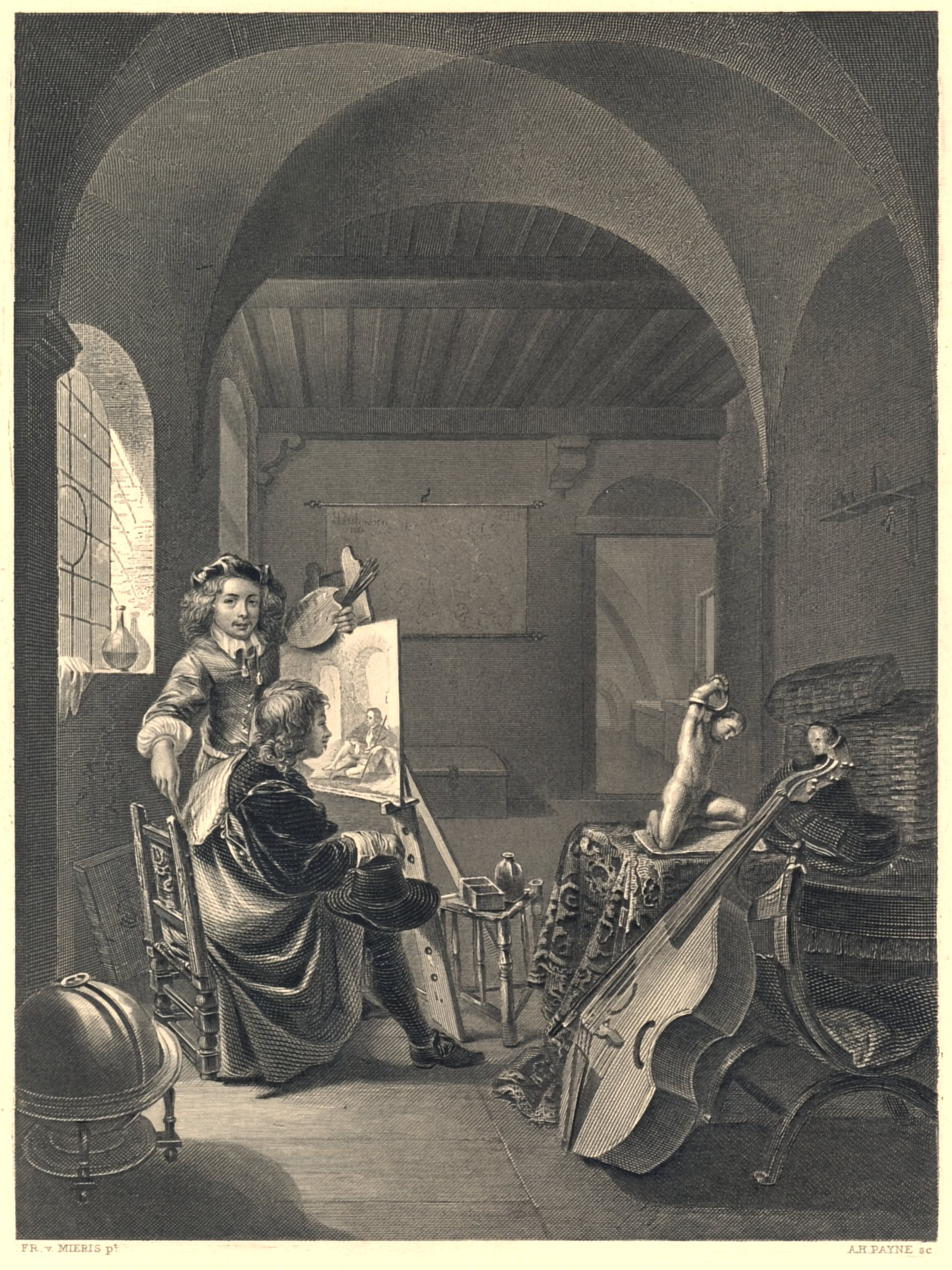
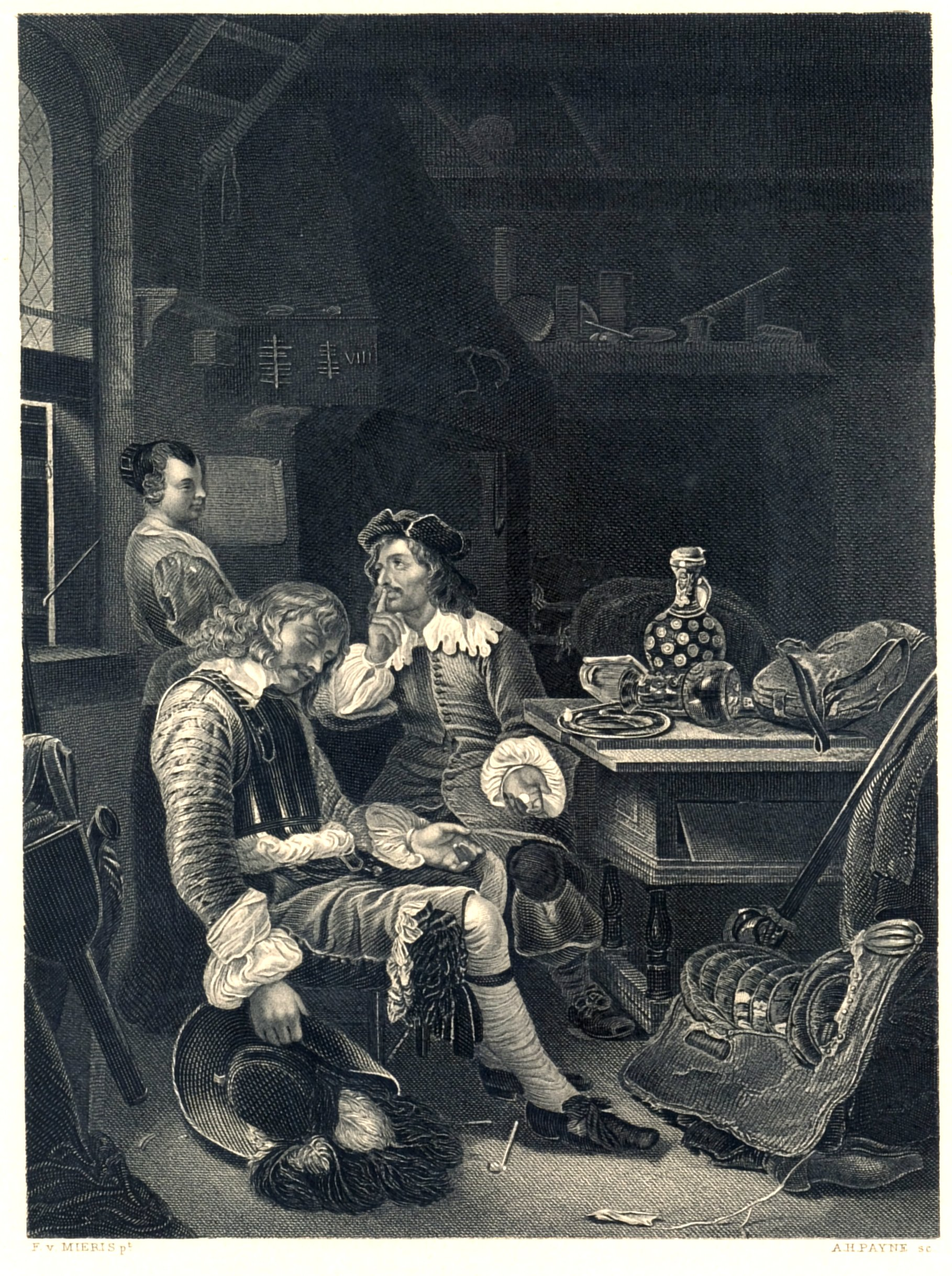
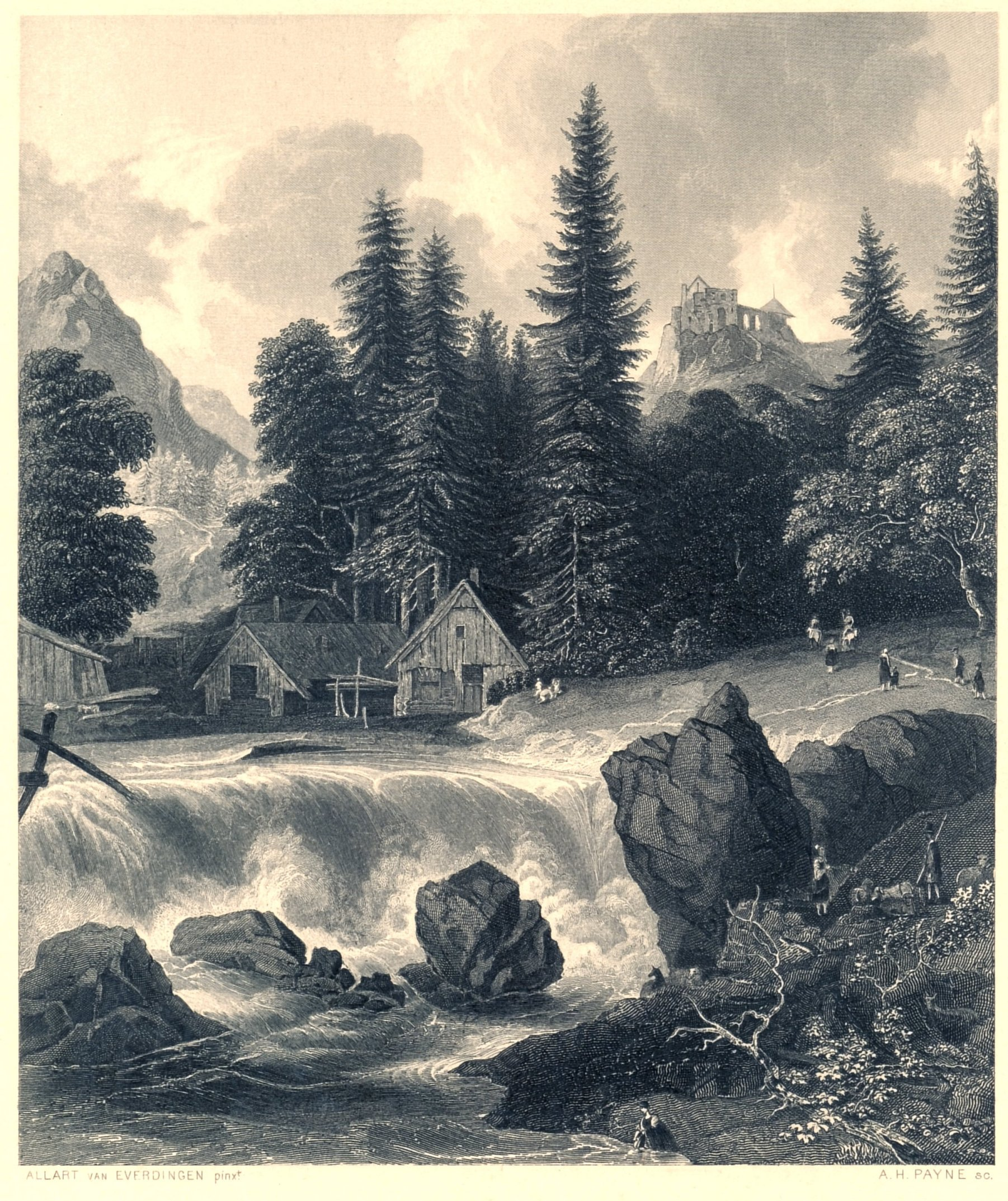
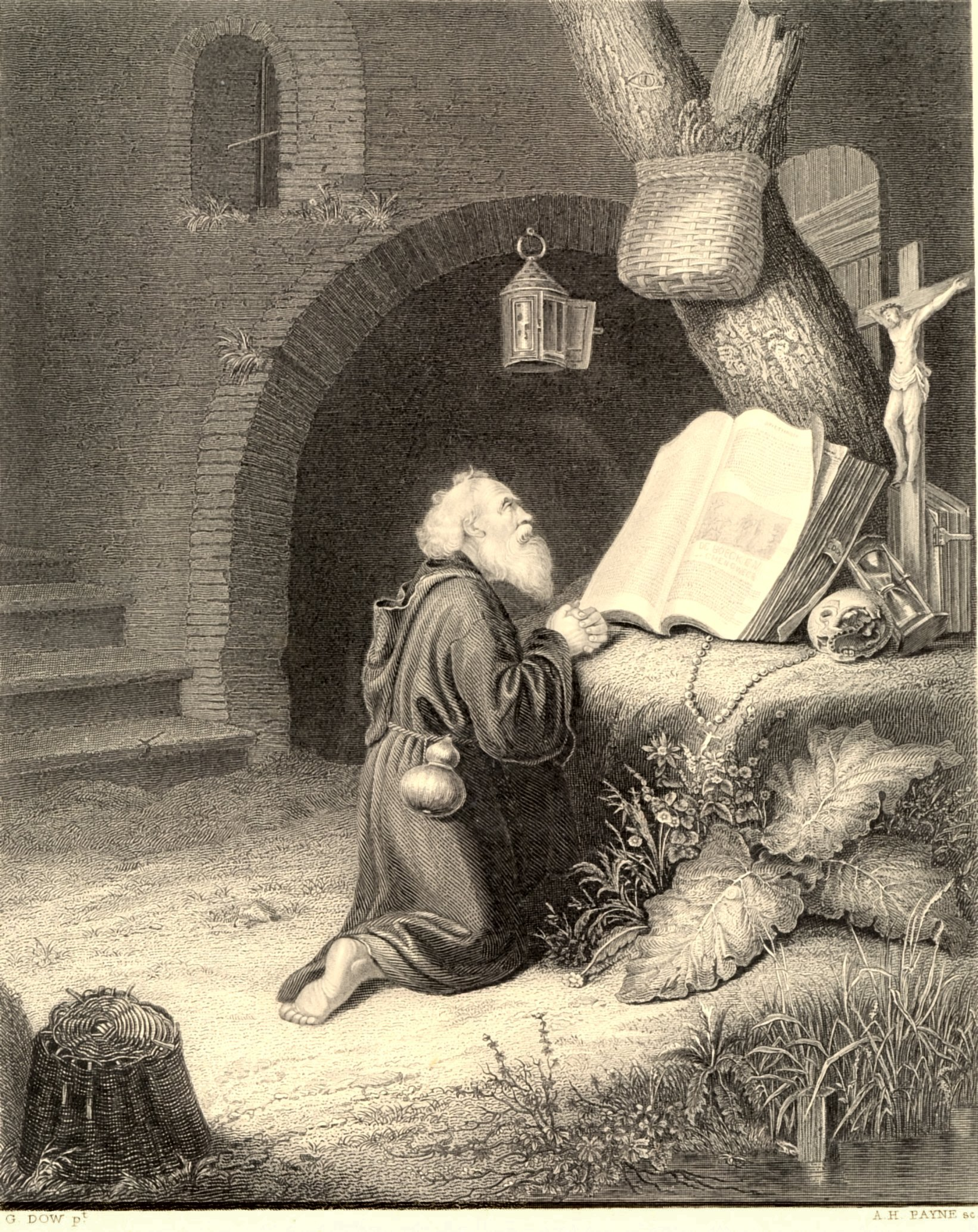
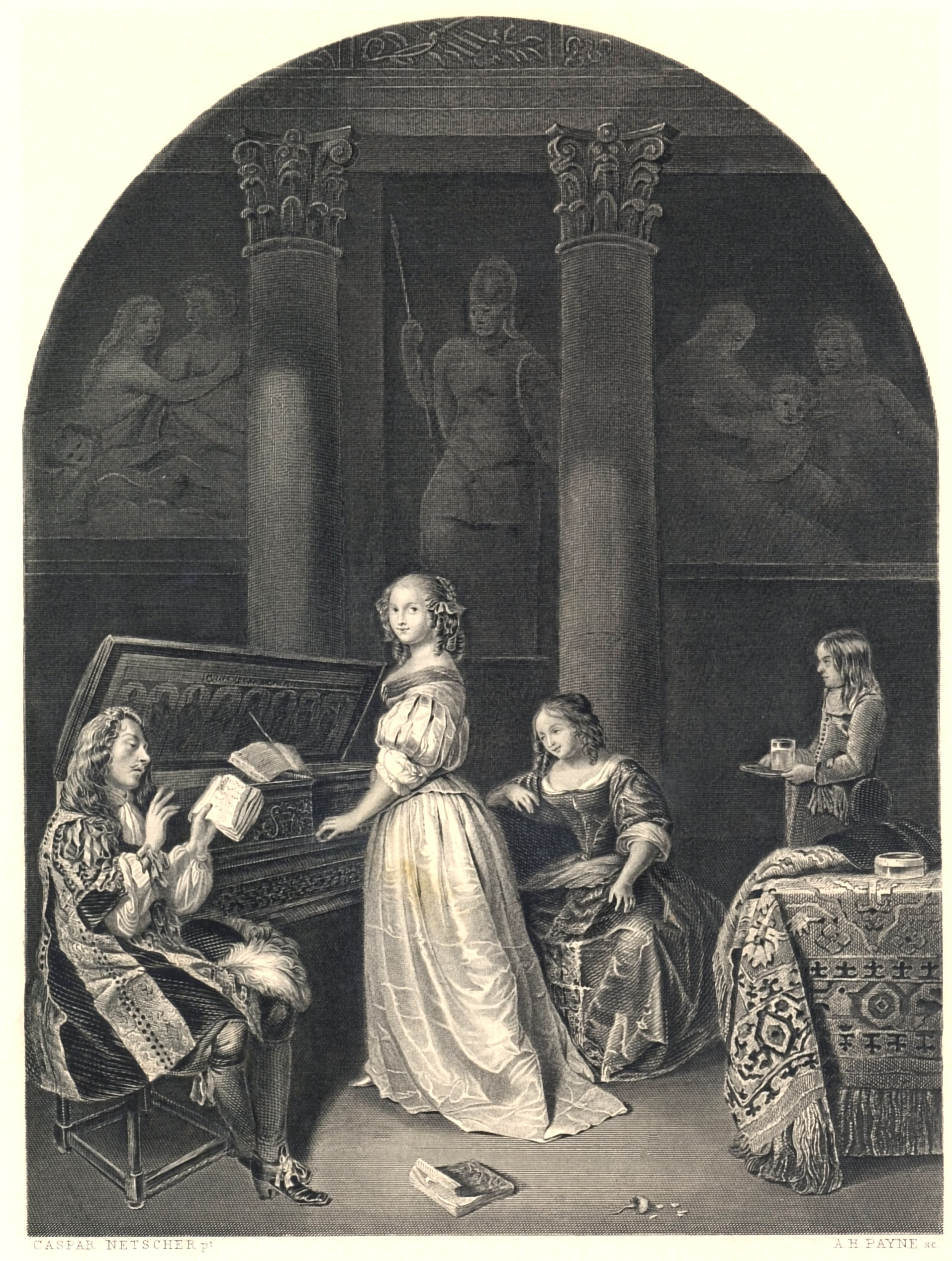
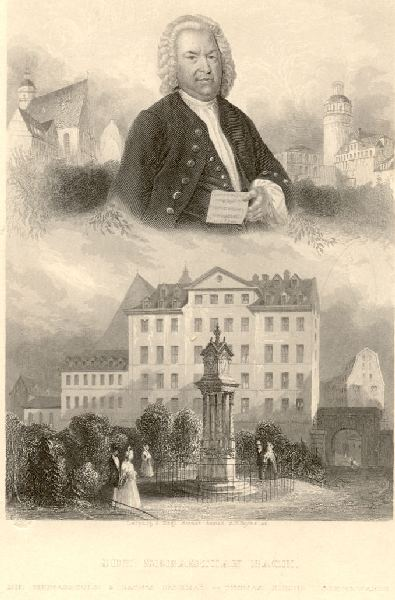
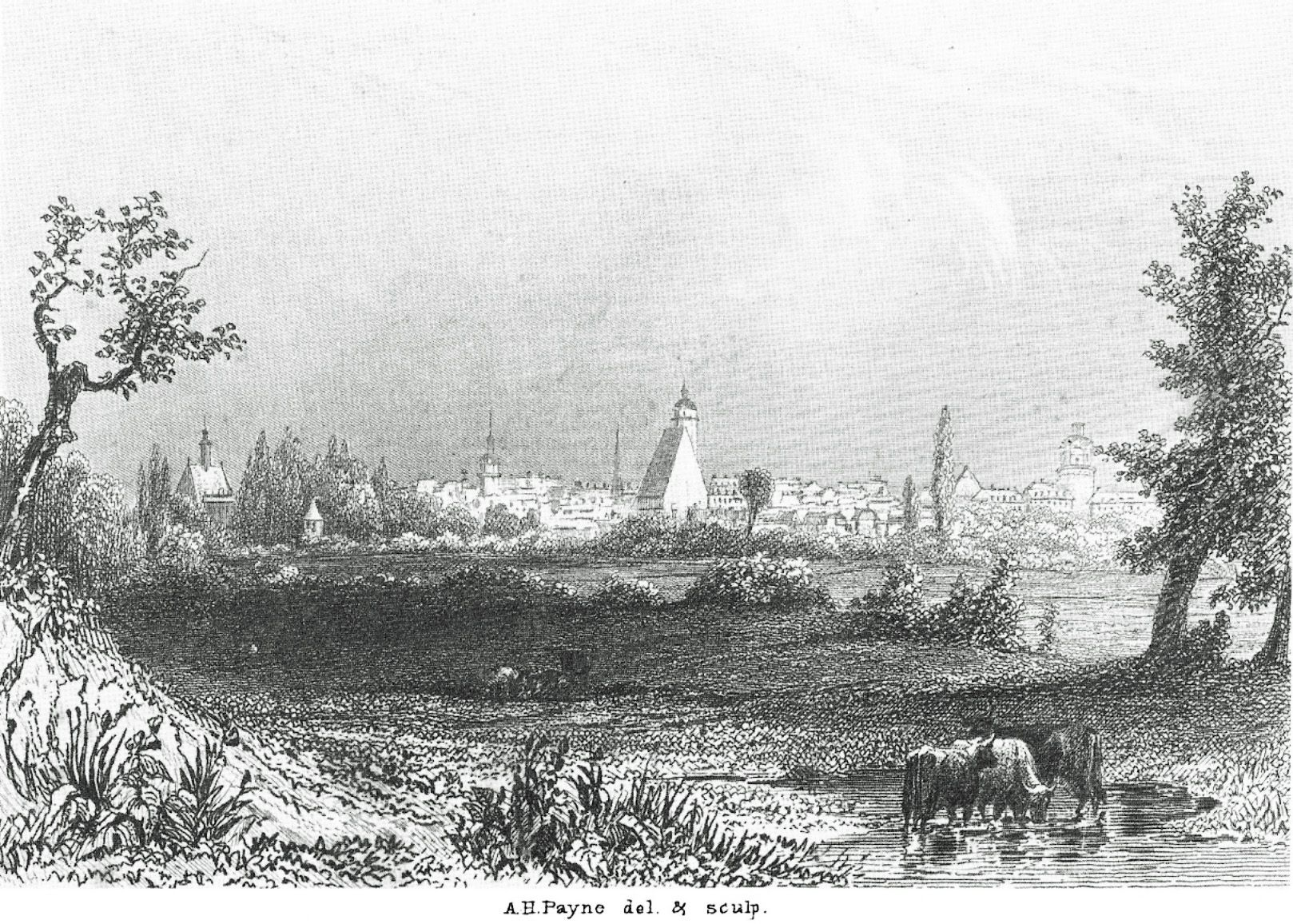
Stadtansicht Leipzigs, einer von 20 Stichen

- Payne’s Universum: Neues Bilderwerk mit vorzüglichen Stahlstichen und erläuterndem Texte. 6 Bde. [1843–1847], engl. Ausgabe.
- Die Neue Welt: Skizzen von Land und Leuten der Nord-amerikanischen Freistaaten. Von Adolph Görling 2 Bde. 1848, auch hier
- Paynes book of art with the celebrated galleries of Munich: being a selection of subjects engraved after pictures by old and modern masters with descriptive text together with a history of art. 3 Bde. Published for the proprietors by A. H. Payne, Dresden [1849-1854]
- Payne’s Royal Dresden Gallery: being a selection of subjects engraved after pictures, by the great masters. With accompanying notices consisting of tales, biographies, etc. 1845/50(?), 2. Aufl. Payne’s Royal Dresden Gallery: being a selection of subjects engraved after pictures, by the great masters. With accompanying notices consisting of tales, biographies etc. 1867 = engl. Ausgabe von Stahlstich-Sammlung nach den vorzüglichsten Gemälden der Dresdener Galerie. Nebst Text von Adolph Görling. 2 Bde. 1848-1851.
- Schauplatz des Krieges und der Revolution in Ansichten, Karten u. Plänen. ca. 1850, nach Leipziger Repertorium der deutschen und ausländischen Literatur, Band 26 (1849), S. 120 1848/49 2. Ex. U Illinois
- Belvedere oder Die Galerien von Wien: Stahlstichsammlung der vorzüglichsten Gemälde nebst Text, bestehend in Notizen über die Maler und die Schule, welcher sie angehören, sowie bezüglichen historischen Novellen und Genrestücken. 1857/1858.
- Deutschlands Kunstschätze: eine Sammlung der hervorragendsten Bilder der Berliner, Dresdener, Münchener, Wiener, Casseler und Braunschweiger Galerien. Mit erläuterndem Text von Adolph Görling; und eine Reihe von Portraits der bedeutendsten Meister, mit biographischen Notizen von Alfred Woltmann und Bruno Meyer. 4 Bde. Verlag von A. H. Payne, Leipzig 1871–1872.
- Berühmte Geiger der Vergangenheit und Gegenwart. Eine Sammlung von 88 Biographien und Portraits, hrsg. von. A. Ehrlich 1893, 2. Aufl. Berühmte Geiger der Vergangenheit und Gegenwart: eine Sammlung von 104 Biographien und Portraits. 1902.
- Berühmte Klavierspieler der Vergangenheit und Gegenwart. Eine Sammlung von 116 Biographien und 114 Porträts. Hrsg. von A. Ehrlich 1893, 2. Aufl. Berühmte Klavierspieler der Vergangenheit und Gegenwart. Eine Sammlung von 123 Biographien und 121 Porträts. 1898.

### Zeitschriften im Verlag von A. H. Payne
- Illustrirtes Familien-Journal: eine Wochenschrift zur Unterhaltung u. Belehrung. 1.1854 – 18.1862; N.S. Bd.1=19.1863 - 16=32.1869
- Bilder der Zeit: eine illustrirte Chronik der Gegenwart. 1.1855-2.1856 (kein Digitalisat nachweisbar; ZDB weist nur 1.1855 in D nach)
- Illustrirter Familienkalender. 1.1857 – 28.1884
- Die Glocke: illustrirte Wochenzeitung für Politik u. sociales Leben. 1.1859,1 [Probenr.]; 1.1859, 8. Jan. – 6.1864, 23. Dez. = Nr. 1–312[?]
- Dresdner Wochenblatt. 1.1863, 2. Jan. [Probenr.]; 1.1863,2 (9. Jan.) – 2.1864,26 (24. Juni)
- Allgemeine illustrirte Zeitung. 1.1865 – 5.1869[?]
- Der Salon für Literatur, Kunst und Gesellschaft. Hrsg. von Ernst Dohm & Julius Rodenberg, 1.1867 – 10.1872; 1873 – 1890

## Publikationen
- Albert Henry Payne: Album der schönsten Ansichten aus dem Nahethal. Voigtländer, Creuznach [1852]. Online-Ausgabe dilibri Rheinland-Pfalz